# Processo principale di Copenaghen
Il processo principale di Copenaghen fu celebrato nel 1948 presso il Tribunale distrettuale di Copenaghen contro quattro imputati tedeschi: Werner Best, Hermann von Hanneken, Günther Pancke e Otto Bovensiepen. In tre furono condannati per i crimini commessi in Danimarca durante l'occupazione nazista del Paese, mentre solo von Hanneken fu assolto in appello.

## Base giuridica
Nel settembre 1945, la Danimarca aderì allo Statuto di Londra dell'8 agosto 1945 sul perseguimento dei principali criminali di guerra. In base allo statuto e alla precedente Dichiarazione di Mosca, i criminali di guerra dovevano essere processati dai tribunali nazionali dei paesi sovrani in cui avevano commesso i crimini di guerra. Il 12 luglio 1946, sulla base dello Statuto del Tribunale Militare Internazionale (TMI) e della Legge norvegese sul perseguimento dei criminali di guerra, fu promulgata la Legge danese sui crimini di guerra, che prevedeva anche la possibilità di ricorrere in appello. Il legislatore danese si spinse oltre lo Statuto TMI, pur omettendo l'accusa di cospirazione. Di conseguenza, i crimini di guerra diventavano crimini che violavano le disposizioni del diritto internazionale e danneggiavano di riflesso gli interessi danesi. Dovevano essere puniti anche:

## Processo
Il processo, presieduto dal giudice Olaf Bærentsen, si svolse presso il Tribunale distrettuale di Copenaghen dal 16 giugno al 20 settembre 1948 e fu definito come la "Norimberga danese". Dal 9 maggio al 18 luglio 1949, l'udienza d'appello si svolse presso l'Alta Corte Orientale e il verdetto dell'udienza d'appello di Best e Bovensiepen fu emesso dalla Corte suprema il 17 marzo 1950.
|                                       | Accusati                                                | Accusati                                    | Accusati                                                     | Accusati                                                        |
| Werner Best                           | Hermann von Hanneken                                    | Günther Pancke                              | Otto Bovensiepen                                             |                                                                 |
| ------------------------------------- | ------------------------------------------------------- | ------------------------------------------- | ------------------------------------------------------------ | --------------------------------------------------------------- |
| Funzione in Danimarca                 | Plenipotenziario del Reich 1940-1945                    | Comandante della Wehrmacht 1942–1945        | Höhere SS- und Polizeiführer 1943–1945                       | Responsabile Sipo e SD 1944-1945                                |
| Accusa                                | Avvio della deportazione degli ebrei e l'antiterrorismo | Deportazione degli agenti di polizia danesi | Deportazione di poliziotti e asociali danesi; maltrattamenti | Deportazione di poliziotti e asociali danesi; torture e omicidi |
| Sentenza del 20 settembre 1948        | Condanna a morte                                        | 8 anni                                      | 20 anni                                                      | Condanna a morte                                                |
| Sentenza d'appello del 18 luglio 1949 | 5 anni                                                  | Assoluzione                                 | 20 anni                                                      | ergastolo                                                       |
| Sentenza d'appello del 17 marzo 1950  | 12 anni                                                 | -                                           | -                                                            | ergastolo                                                       |
| Liberazione dal carcere               | 24 agosto 1951                                          | -                                           | giugno 1953                                                  | 1º dicembre 1953                                                |